# 王东宁 (足球运动员)
王东宁（1961年4月13日—），男，山东威海人，中国前足球运动员，司职后卫或中场。曾效力于山东泰山、深圳、青岛海牛等球队。

## 职业生涯

### 青年队
- 11岁时进入枣庄业余体校练习踢球。
- 1976年进入山东青年队。

### 俱乐部
- 1982年进入山东队一队。
- 1993年加盟香港愉园
- 1994年职业联赛开始四轮后返回山东泰山队，成为球队主力。
- 1995年转会至深圳。
- 1996年转会至甲B联赛球队上海豫园。
- 1997年转会至青岛海牛，并于1998年底退役。

## 国家队
- 1985年进入国家队，是为国家队效力时间比较长的球员之一。

## 退役后
王东宁退役后定居青岛，成为一名商人。

## 外部連結
- 泰山老臣之王东宁：“足球老大”商海畅游